# Evanghelie
Cuvântul Evanghelie provine din grecescul ευαγγέλιον sau evangelion care înseamnă Veste Bună. Pentru creștini vestea bună are ca scop prezentarea intervenției lui Dumnezeu în lume prin Isus Hristos. Acest termen a început să fie folosit de către Biserică după secolul I AD. Termenul se regăsește în Noul Testament de 109 ori (la nominativ și declinat). Iată câteva exemple de versete care se referă la Evanghelie: 
- Marcu 1:14-15: „După ce a fost închis Ioan, Isus a venit în Galilea, și propovăduia Evanghelia lui Dumnezeu. El zicea: ‚S-a împlinit vremea și Împărăția lui Dumnezeu este aproape. Pocăiți-vă, și credeți în Evanghelie’”;
- Apocalipsa 14:6: „Și am văzut un alt înger care zbura prin mijlocul cerului, cu o Evanghelie veșnică, pentruca s-o vestească locuitorilor pământului, oricărui neam, oricărei seminții, oricărei limbi și oricărui norod”.

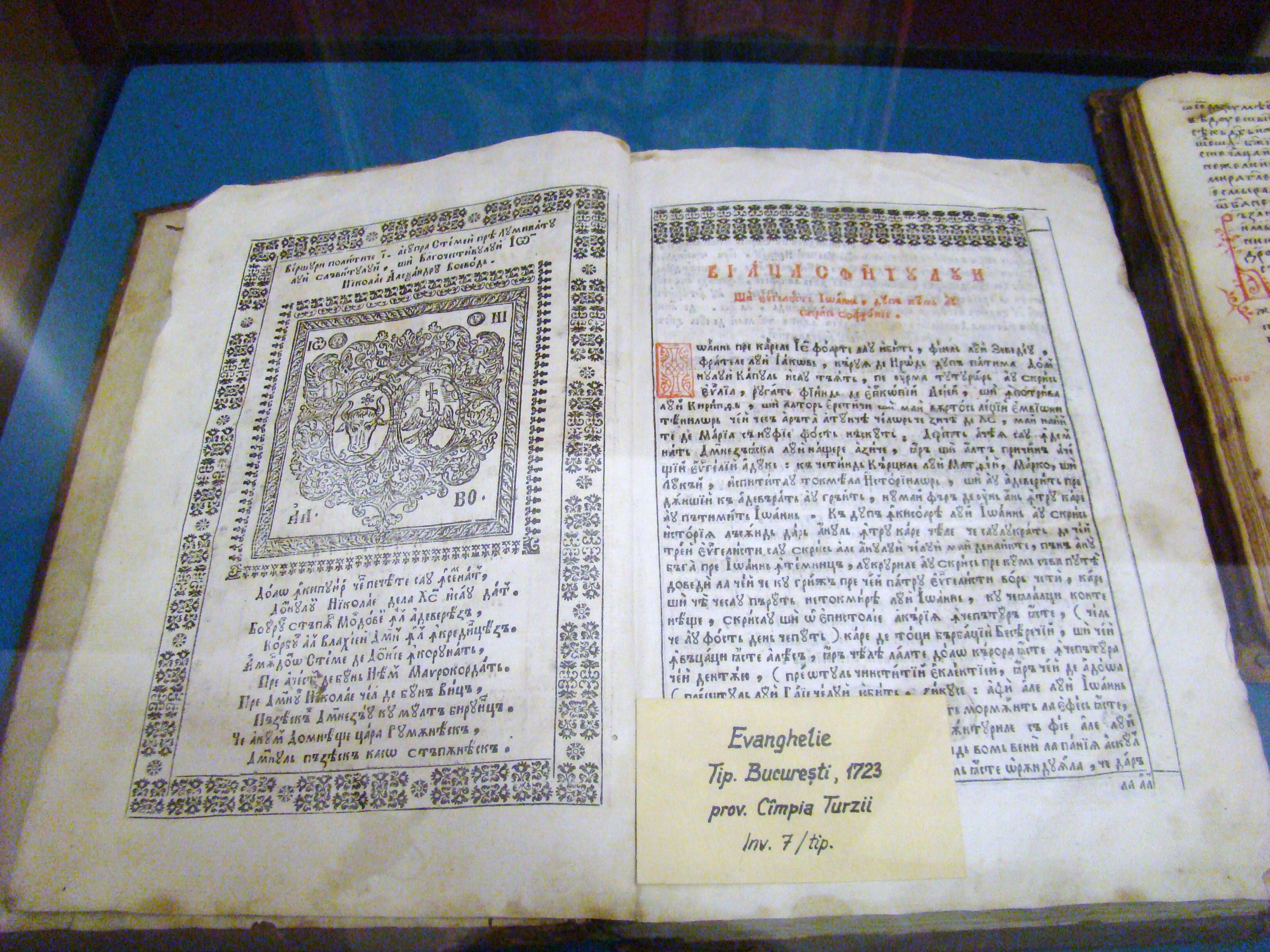
Evangheliar din 1723

După cum este folosit în Noul Testament, cuvântul se referă la diferite aspecte din descoperirea divină. În mod absolut și esențial mântuirea omului este prin evanghelia harului lui Dumnezeu (Romani 2:16). Aceasta este vestea bună: că Isus Hristos a murit pe cruce pentru păcatele lumii, că El a înviat dintre ce morți pentru ca să fim îndreptățiți (Romani 4:24-25), și că prin El toți cei care cred sunt iertați (îndreptățiți) de toate lucrurile. Dar pentru criticii evangheliei, precum filozoful Paul Henri Thiry, baron d'Holbach, ele nu sunt decât „un roman oriental dezgustător pentru orice om de bun simț, ce nu pare a se adresa decât ignoranților, stupizilor, drojdiei societății, singurii indivizi care pot fi seduși de ele.”
Utilizarea termenului însă precede creștinismul și nașterea lui Iisus. De exemplu, există inscripții precreștine care celebrează împărați romani ce aduceau „vestea cea bună” întregului imperiu prin impunerea păcii și prosperității (Octavian este un astfel de exemplu). Mai mult, acești împărați erau desemnați, ca și Iisus, cu termenul de „mântuitor”, iar teologul Helmut Koestler consideră că primii misionari creștini au fost influențați de propaganda imperială în adoptarea acestui termen azi recunoscut ca tipic creștin. Despre această chestiune de propagandă, alți teologi ca de exemplu Paula Fredriksen merg cu comparația mai departe, ei arătând că evangheliile creștine sunt „publicitate religioasă” și nu biografii. Dar dacă cititorului de astăzi minunile și vindecările din evanghelii îi apar remarcabile, cetățeanului mediu al Imperiului roman timpuriu nu i-ar fi produs o impresie prea puternică, căci astfel de povești despre vindecări miraculoase, viziuni mistice și chiar învieri erau spuse despre un apreciabil număr de semi-zei și eroi, și de fapt, un număr de fenomene supranaturale erau puse pe seama anumitor filozofi sau împărați. Vespasian este un astfel de împărat roman creditat cu înfăptuirea unor vindecări miraculoase, raportate de istoricii Cassius și Tacit (într-o astfel de descriere acesta redă vederea unui orb, în alta validitatea unui olog - Istoriile lui Tacit). Dar nu numai împărații erau în acea lume în care Iisus a trăit înfăptuitori de minuni, ci și oamenii simpli, de exemplu filozofii sau înțelepții, de ex. Pitagora sau Apolon din Tiana. Despre acesta din urmă se spune că avea darul care în evangheliile creștine este numit „glosolalie” („vorbitul în limbi”), ca și pe acela al scosului diavolilor din oameni. 
Evangheliile desemnează scrierile religioase despre Iisus Hristos și au existat numeroase astfel de scrieri în afară de cele recunoscute de Canonul biblic. Acestea sunt numite „evanghelii apocrife”, termenul însemnând scriere religioasă nerecunoscută de canoane, o scriere atribuită altui autor decât celui adevărat; a cărui autenticitate este îndoielnică.

## Evangheliile canonice
Canonic majoritatea bisericilor creștine recunosc patru evanghelii, cuprinse în Noul Testament:
- Evanghelia după Matei, scrisă c. 70–100.[3] c 80-85.[4] Unii cercetători conservatori susțin că a fost scrisă înainte de anul 70, în special cei care nu acceptă teza că prima evanghelie care a fost scrisă a fost cea a lui Marcu.
- Evanghelia după Marcu, scrisă c. 68–73,[3] c 65-70[4]
- Evanghelia după Luca, scrisă c. 80–100, cei mai mulți istorici susținând că a fost scrisă în jurul anului 85,[3] c 80-85[4]
- Evanghelia după Ioan, scrisă c 90-100,[4] c. 90–110,[5] Opinia majoritară este că ea a fost scrisă pe etape, deci nu are o singură dată a scrierii.

Evanghelia după Marcu datează probabil din c. 66–70 d.Hr., Matei și Luca în jur de 85–90 d.Hr., iar Ioan 90–110 d.Hr. În ciuda atribuirilor tradiționale toate cele patru evanghelii sunt anonime, iar cei mai mulți cercetători sunt de acord că niciuna dintre ele nu a fost scrisă de martori oculari; câțiva cercetători conservatori apără identitatea tradițională a autorilor, dar dintr-o varietate de motive majoritatea cercetătorilor au abandonat această concepție sau o susțin doar cu mari rezerve. La fel ca restul Noului Testament, ele au fost scrise în limba greacă.
Cele patru „evanghelii canonice” au fost scrise probabil între anii 66 și 110 d.Hr. Toate cele patru erau anonime (numele moderne au fost adăugate în secolul al II-lea), aproape sigur niciuna nu a fost scrisă de martori oculari și toate sunt produsele finale ale unei lungi tradiții orale și transmisii scrise. Marcu a fost prima scrisă, folosind o varietate de surse; autorii cărților Matei și Luca, acționând independent, l-au folosit pe Marcu pentru narațiunea lor despre cariera lui Isus, completând-o cu o colecție de zicători numită sursa Q și material suplimentar unic pentru fiecare; și există aproape un consens că Ioan și-a avut originile ca sursă (sau evanghelie) de „semne” care a circulat cu în comunitatea ioanină. Contradicțiile și discrepanțele dintre primii trei și Ioan fac imposibilă acceptarea ambelor tradiții ca fiind la fel de sigure.
Biblia a fost scrisă preponderent de anonimi. Cele patru evanghelii din canonul Noului Testament sunt false atribuiri, ele fiind scrise de autori anonimi și atribuite în mod tradițional (dar inexact) lui Matei, Marcu, Luca și Ioan:
„Ceea ce cei mai mulți nu-și dau seama este că titlurile lor au fost adăugate ulterior de creștini din secolul al II-lea, la decenii întregi după ce aceste cărți fuseseră scrise, pentru a putea pretinde că ele au fost scrise de apostoli. De ce ar fi făcut asta creștinii? Amintiți-vă discuția anterioară asupra formării canonului Noului Testament: numai cărțile care erau apostolice puteau fi incluse. Ce trebuia atunci făcut cu evangheliile care erau citite și larg acceptate ca autorități în timp ce fuseseră scrise în mod anonim, cum a fost cazul celor patru evanghelii din Noul Testament? Ele trebuiau asociate cu apostoli pentru a putea fi incluse în canon, așa că le-au fost atașate nume de apostoli.”—Bart D. Ehrman, Truth and Fiction in The Da Vinci Code: A Historian Reveals What We Really Know about Jesus, Mary Magdalene, and Constantine.
Mai mult, cele patru evanghelii canonice nu au fost scrise de martori direcți la evenimentele relatate, iar ele nici măcar nu susțin că ar fi scrise de martori direcți la acele evenimente:
„Ele nu pretind că ar fi fost scrise de martori la viața lui Isus, iar istoricii au recunoscut de mult că ele au fost produse de creștini din a doua sau a treia generație, trăind în alte țări decât Isus (și Iuda), vorbind o limbă diferită (greacă în loc de aramaică), trăind în circumstanțe diferite și adresându-se unui public diferit.”—Bart D. Ehrman, The lost Gospel of Judas Iscariot: a new look at betrayer and betrayed.
Conform lui Gerd Theissen⁠(en)[traduceți], evangheliile după Marcu și Ioan au fost scrise în mod real de oameni numiți Marcu și Ioan, dar tradiția creștină a comis greșeala de a-i confunda cu oameni numiți în Biblie (ucenicul Ioan Marcu și apostolul Ioan, fiul lui Zevedei).
Din cauza cunoașterii precare a geografiei Palestinei, este improbabil că vreunul din evangheliști ar fi vizitat vreodată Palestina.
Conform The New Oxford Annotated Bible (2018) „În general, savanții sunt de acord că Evangheliile au fost scrise de la patruzeci până la șaizeci de ani după moartea lui Isus.”
Matei, Marcu, Luca și Ioan au fost identificați prima oară ca fiind autorii celor patru evanghelii circa 180-185 d.Hr., până atunci evangheliile fuseseră citate, dar nimeni nu menționase cine le-a scris. Grecescul kata (românește după) nu indică autorul unei scrieri, ci conformarea ei la un anumit gen sau curent literar. Pokorný afirmă că în esență Evanghelia Paștelui era singura evanghelie propriu-zisă, iar evangheliile din Noul Testament au fost pur și simplu scrise în urma și asemănarea ei.

## Cronologia evangheliilor
Aproape în unanimitate cercetătorii consideră ca date ale formării evangheliilor următoarele